# Lopenselkä
Lopenselkä är en sjö i Finland. Den ligger i kommunen Orivesi i landskapet Birkaland, i den södra delen av landet, 170 km norr om huvudstaden Helsingfors. Lopenselkä ligger 84,2 meter över havet. Arean är 1,71 kvadratkilometer och strandlinjen är 11,62 kilometer lång. Sjön  ingår i Kumo älvs huvudavrinningsområde. 